# Prasat (Bauform)

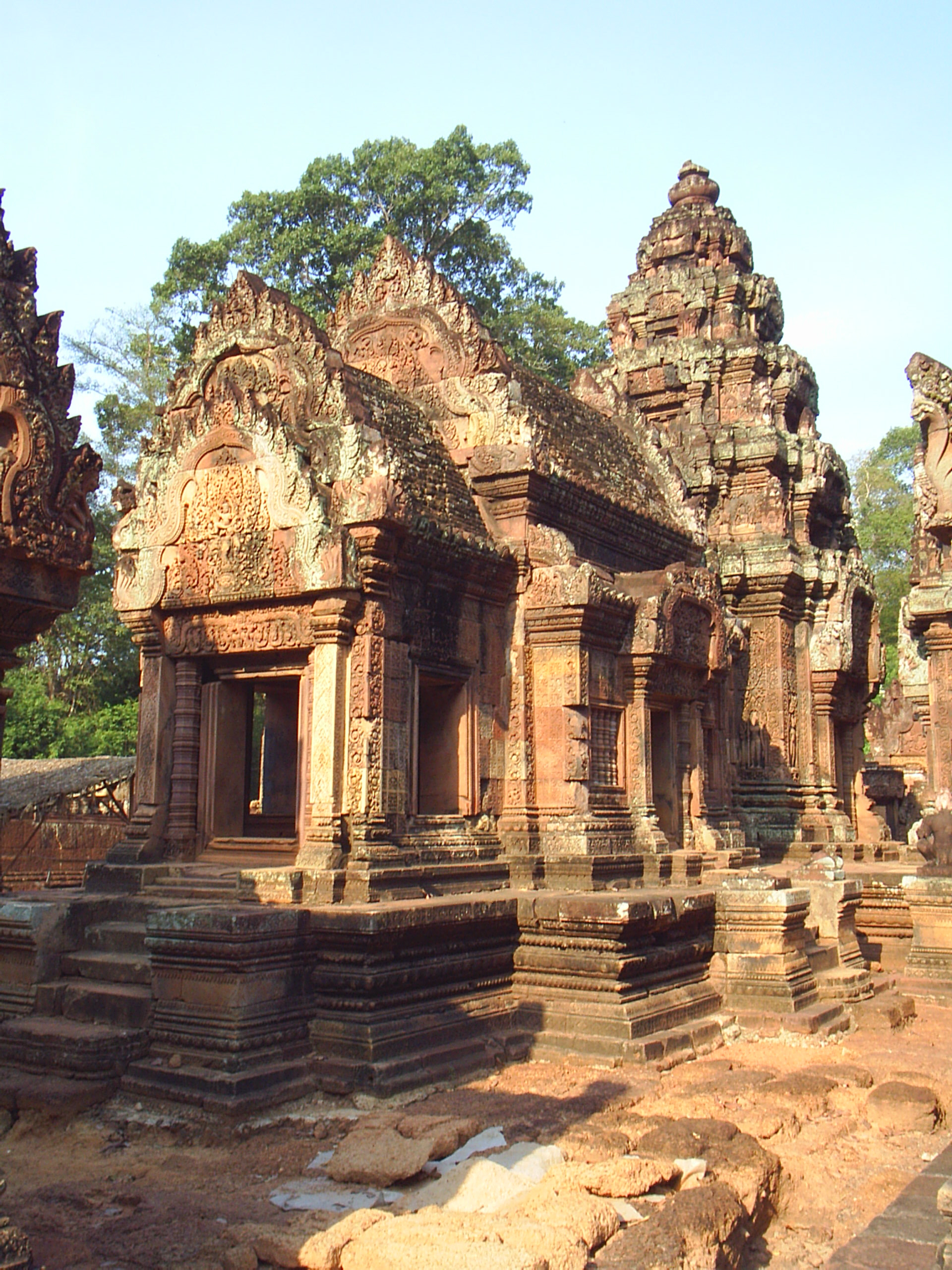
Der zentrale Turm des kleinen Angkortempels Banteay Srei mit vorgebautem Mandapa

Ein Prasat ist in erster Linie ein Tempelturm der Angkor-Baukunst. Das Sanskrit-Wort Prasada („mehrstöckiges Gebäude“, das Hauptgebäude eines Tempels oder Palastes) wanderte in der Form Prasat in die Sprache der Khmer (ប្រាសាទ) und weiter in die thailändische Sprache (ปราสาท).
Das Khmer-Wort Prasat bezieht sich ausschließlich auf religiöse Bauwerke. Diese Prasat (im Deutschen meist mit endungslosem Plural) haben eine oft wechselvolle hinduistische, mahayana- und theravada-buddhistische Geschichte. Im heutigen Kambodscha bezeichnet der Begriff
- den Gesamtkomplex eines terrassierten Pyramidentempels nach südindischem Vorbild,
- aber auch dessen einzelne Türme, insbesondere den zentralen Tempelturm,
- und (davon abgeleitet) das zentrale Heiligtum eines Flachtempels.

Im heutigen Thailand heißen die Tempeltürme der Angkorzeit Prang; das  Wort Prasat hingegen bedeutet „Palast“ – viele Bauwerke der Rattanakosin-Periode tragen diesen Namen.

## Beispiele in Kambodscha
Hier könnten alle erhaltenen Gebäude der Angkorzeit genannt werden, denn alle aus beständigen Materialien (Laterit, Sandstein und Ziegel) erbauten Gebäude dienten religiösen Zwecken.
Ein Prasat als zentraler Tempelturm oder zentrales Heiligtum steht im Schnittpunkt von Achsen, die in die vier Himmelsrichtungen weisen. Der Grundriss ist im Prinzip quadratisch, allerdings sind die Ecken immer abgestuft, dadurch nähert er sich der Kreisform. Der Haupteingang öffnet sich meist nach Osten; häufig zeigen die anderen drei Seiten Scheintüren: Türen, die wie zugemauert wirken. Haupteingang wie Scheintüren können kleine Vorhallen aufweisen – dann erscheint der Grundriss kreuzförmig. Bei einem erhöhten Prasat führen Treppen zu allen Türen, sowohl zum Haupteingang als auch zu den Scheintüren. Die Architektur symbolisiert in ihrer Ausrichtung Harmonie mit Erde und Himmel, in ihrem Aufbau den ins Zentrum führenden Weg zu den Göttern, die im Mittelpunkt der Welt auf dem Berg Meru wohnen.
Die Mauern sind dick, der Innenraum (die Cella) des Prasat ist vergleichsweise klein, meist um die 3 m². Genug Platz für den Priester oder, im Staatstempel, für den König, um den hinduistischen Göttern zu opfern.
Zu einem zentralen Tempelturm können sich in unterschiedlichen Anordnungen „Nebenprasat“ gesellen. Schulebildend wirkte die Anordnung im Quincunx, also entsprechend den fünf Punkten auf einer Würfelfläche.

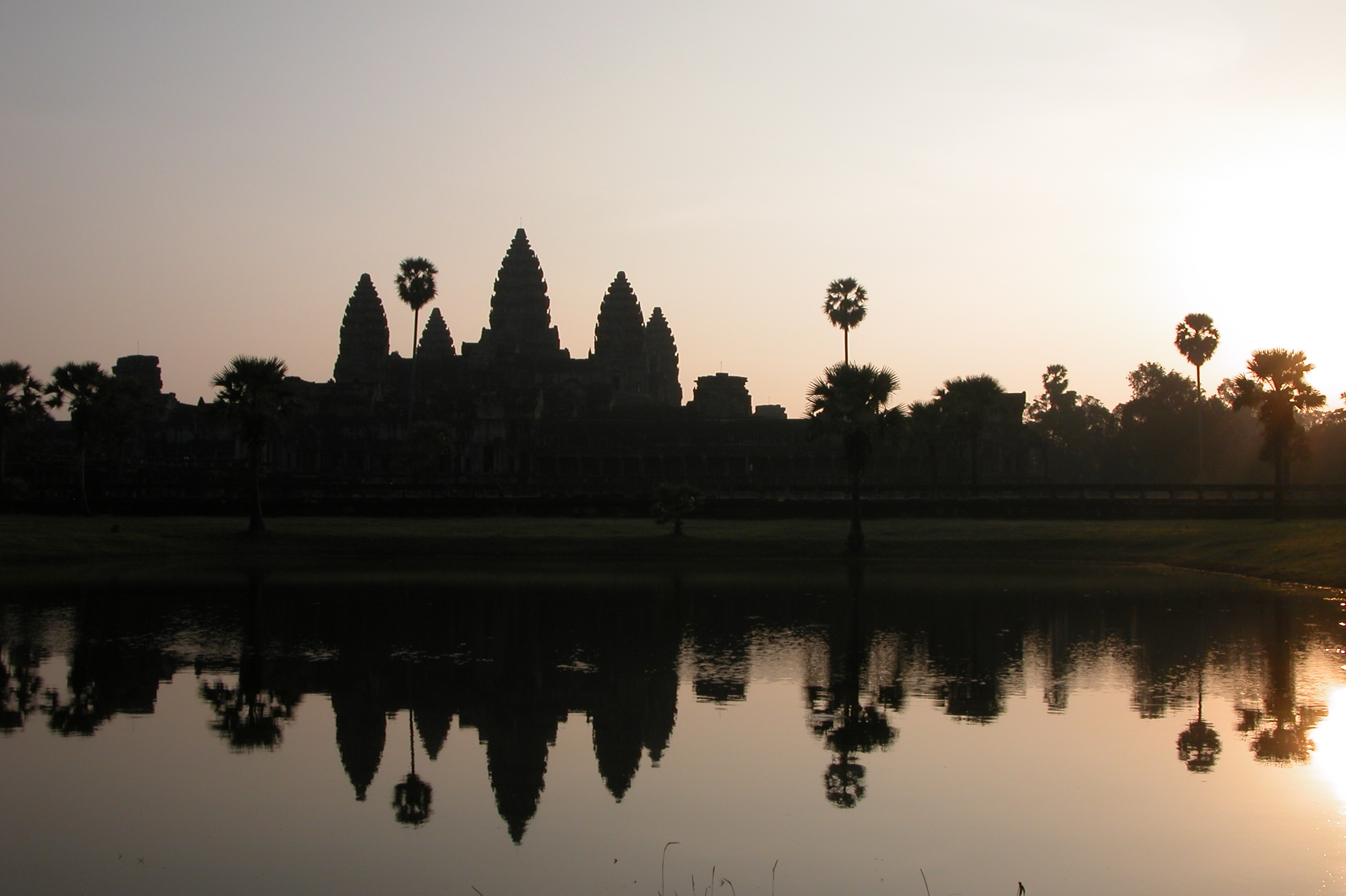
Silhouette der knospenförmigen Turmaufbauten von Angkor Wat

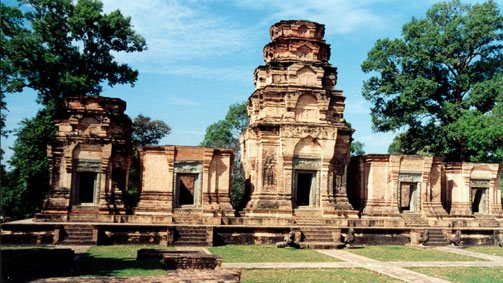
Der zentrale Turm des älteren Tempels Prasat Kravan mit vierstufiger Dachpyramide

Zur Geschichte des Pyramidentempels im Reich der Khmer: Der Bakong (zweite Hälfte 9. Jahrhundert) war die erste große Stufenpyramide. Der Phnom Bakheng (spätes 9. Jahrhundert), ein natürlicher Hügel mit Tempelbebauung, besaß den ersten Quincunx und 108 „Nebenprasat“. Baksei Chamkrong (Khmer: ប្រាសាទបក្សីចាំក្រុង, Anfang 10. Jahrhundert) war die erste steile Stufenpyramide, Prasat Thom (frühes 10. Jahrhundert) steigerte die Dimensionen. In Pre Rup (Mitte 10. Jahrhundert) begegnet uns eine Stufenpyramide mit Quincunx in prototypischer Form. Jeweils weit größer waren Ta Keo (Anfang 11. Jahrhundert), Baphuon (Mitte 11. Jahrhundert) und Angkor Wat (erste Hälfte 12. Jahrhundert). Charakteristisch für den letztgenannten Tempel sind die knospenförmigen Turmaufbauten; im Bayon (frühes 13. Jahrhundert) begegnen uns die berühmten Gesichtertürme.
Alle Angkor-Flachtempel entstanden im 12. Jahrhundert; prototypisch für die großen Flachtempel waren Beng Mealea (Anfang 12. Jahrhundert) und Ta Prohm (zweite Hälfte 12. Jahrhundert). Zieger erläutert – siehe untenstehende Literaturangaben: „Der Flach-Tempel entspricht den Bedürfnissen des Buddhismus. Er schafft Raum für Gemeinschaften.“
Einige der Angkor-Bauwerke im heutigen Kambodscha tragen den Begriff Prasat bereits im Namen:
- Phum Prasat
- Prasat Andet
- Prasat Bak
- Prasat Bei – drei Ziegeltürme am Phnom Bakheng
- Prasat Boran
- Prasat Bos Ream
- Prasat Chen
- Prasat Chrung – die vier Ecktürme von Angkor Thom
- Prasat Damrei
- Prasat Kambot
- Prasat Kuk Rokha
- Prasat Krachap
- Prasat Kraham – eine Tempelruine auf dem Phnom Kulen
- Prasat Kravan – ein Ziegeltempel am Östlichen Baray
- Prasat Pram
- Prasat Prei – ein Sandsteinturm am Nördlichen Baray
- Prasat Rolöm
- Prasat Sandam
- Prasat Sneng
- Prasat Suor Prat – eine Reihe von zwölf Türmen in Angkor Thom
- Prasat Tamon
- Prasat Thenot Chum
- Prasat Thma Bay Kraek – eine Ziegelturmruine am Phnom Bakheng
- Prasat Thom – eine Tempelanlage im Zentrum von Koh Ker mit großer Sandsteinpyramide
- Wat Prasat Svay Ear

## Beispiele in Thailand

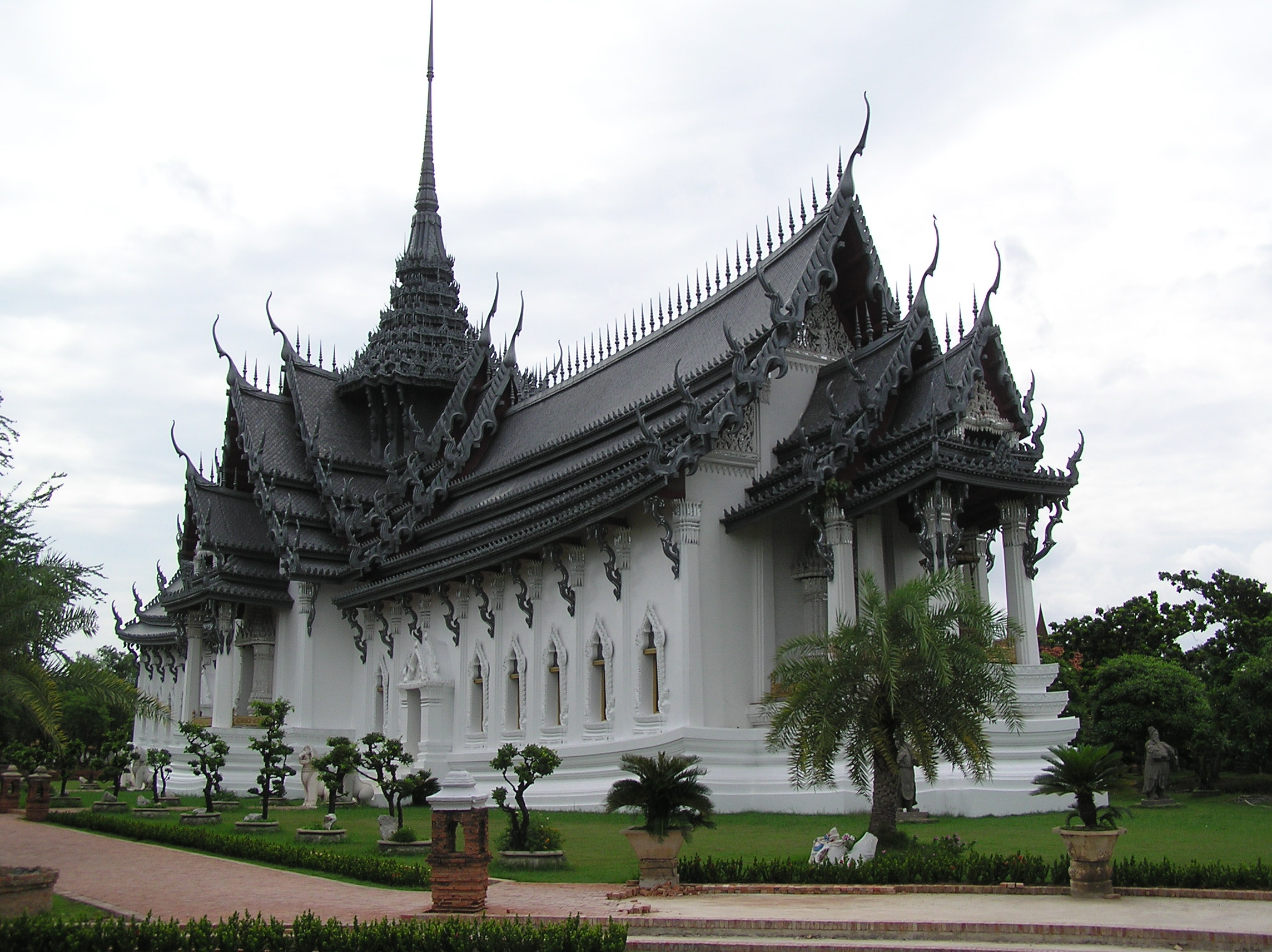
Rekonstruktion des Palastes Sanpeth Prasat, der Thronhalle des Königreichs Ayutthaya (Freilichtmuseum Mueang Boran)

### Khmer-Tempel
- Prasat Hin Phimai (Thai: ปราสาทพิมาย) – der am besten erhaltene Khmer-Tempel im Landkreis Phimai, Provinz Nakhon Ratchasima
- Prasat Hin Khao Phanom Rung (Thai: ปราสาทหินพนมรุ้ง) – eindrucksvolle Anlage südlich der Provinzhauptstadt der Provinz Buri Ram
- Prasat Mueang Tam (Thai: ปราสาทเมืองต่ำ) – ein weiterer gut erhaltener Tempel etwa 15 Kilometer nordöstlich vom Prasat Hin Khao Phanom Rung

### Rattanakosin-Periode
- Chakri Maha Prasat – eine Reihe von Throngebäuden im Großen Palast von Bangkok
- Loha Prasat – „Eisen-Palast“ im Wat Ratchanatdaram, Bangkok